# Mozart Vieira
Mozart Vieira (Belo Jardim, 5 de outubro de 1962) é um grande maestro brasileiro(músico  de Belo  Jardim), ficou famoso por ter sua vida contada no filme Orquestra dos Meninos.
Possui graduação em Música com habilitação em Flauta Transversa na classe do professor Gustavo Ginés de Paco de Géa, pela Universidade Federal da Paraíba. Graduação em Matemática, graduação em Ciências pela Autarquia Educacional de Belo Jardim e Especialização em curso de Pós-Graduação Lato Sensu em Metodologia do Ensino de Música, pelo Instituto Brasileiro de Pós-Graduação e Extensão.
Atualmente é professor de flauta transversa, violão e percepção musical na Licenciatura em Música no Instituto Federal de Educação, Ciência e Tecnologia de Pernambuco. Regente titular do Coral e Banda dos Meninos de São Caetano, regente da Orquestra de Pífanos de Caruaru, regente da Marching Band Ulisses Lima do IFPE. Idealista e educador reconhecido nacional e internacionalmente, responsável pela criação do Coral e Banda dos Meninos de São Caetano. Criou a Orquestra de Pífanos de Caruaru, idealizador e membro fundador da Fundação Música e Vida de São Caetano. Criou e implantou a Licenciatura em Práticas Interpretativas da Música Popular no IFPE.
Músico profissional, tem experiência na área de Artes/Música, com ênfase em instrumentação musical, atuando principalmente nos seguintes temas: flauta transversa, pedagogia do instrumento, regência, composição, música tradicional, música popular instrumental brasileira.
Em 2008, teve sua história de vida e amor pela música retratada no cinema, através do filme Orquestra dos Meninos, do cineasta Paulo Thiago, tendo o ator Murilo Rosa como protagonista.